# Terry Borcheller
Terry Borcheller, né le 22 mars 1966 à Hialeah (Floride), est un pilote automobile américain connu pour sa religiosité et sa foi en Jésus-Christ.
Il a participé aux championnats ALMS et Grand-Am.

## Biographie
Terry Borcheller débute adolescent en karting puis après quelques victoires dans les championnats IMSA, il remporte la catégorie GTO des Rolex Sports Car Series en 2000. Les années suivantes, il enchaîne les victoires de classes avant de remporter le classement général des Rolex Sports Car Series en 2003 puis les 24 Heures de Daytona en 2004 et 2010.

## Palmarès

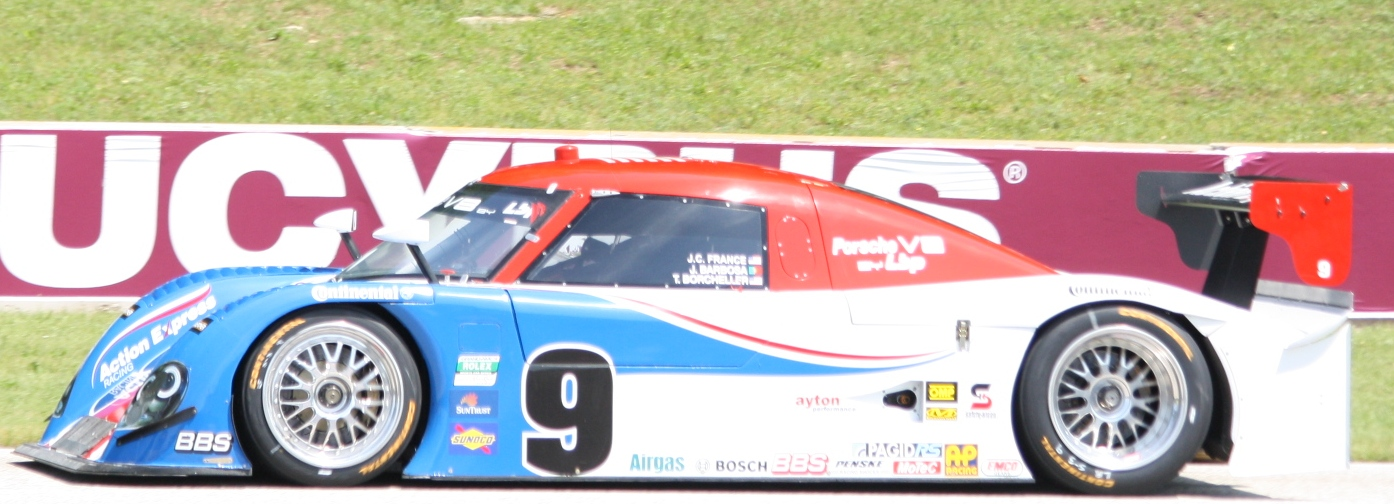
La Riley Porsche de Joao Barbosa et Terry Borcheller en 2011

- Champion du SCCA World Challenge en 1998[1]
- Vainqueur des Rolex Sports Car Series dans la catégorie GTO en 2000
- Vainqueur des American Le Mans Series dans la catégorie GTS en 2001, sur Saleen S7-R
- Vainqueur des 12 Heures de Sebring dans la catégorie GTS en 2001
- Vainqueur des Rolex Sports Car Series dans la catégorie SRPII en 2002
- Vainqueur des Rolex Sports Car Series en 2003
- Vainqueur des 24 Heures de Daytona en 2004 et 2010
- Vainqueur de la Grand-Am Cup en 2004

## Résultats aux 24 Heures du Mans
| Année | Voiture            | Équipe                | Équipiers                            | Résultat |
| ----- | ------------------ | --------------------- | ------------------------------------ | -------- |
| 2001  | Saleen S7-R        | Saleen-Allen Speedlab | Franz Konrad / Oliver Gavin          | 18e      |
| 2002  | Saleen S7-R        | Konrad Motorsport     | Toni Seiler / Franz Konrad           | 26e      |
| 2003  | Ferrari 360 Modena | Risi Competizione     | Anthony Lazzaro / Ralf Kelleners     | 26e      |
| 2006  | Saleen S7-R        | ACEMCO Motorsports    | Johnny Mowlem / Christian Fittipaldi | 11e      |
| 2008  | Aston Martin DBR9  | Team Modena           | Christian Fittipaldi / Jos Menten    | 30e      |